# Elizabeth Ryan

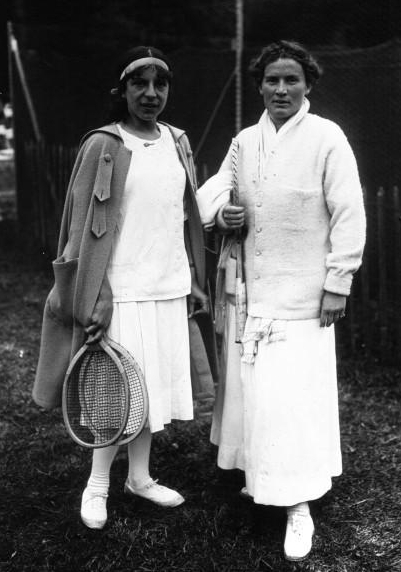
Suzanne Lenglen och Elizabeth Ryan.

Elizabeth Ryan, fullständigt namn Elizabeth "Bunny" Montague Ryan, född 5 februari 1892, Anaheim, Kalifornien, död 6 juli 1979 i London var en  amerikansk högerhänt tennisspelare. Hon vann under perioden 1914–1934 totalt 26 Grand Slam (GS)-titlar på 38 finaler, samtliga segrar i dubbel (17) och mixed dubbel (9). Ryan var också en skicklig singelspelare, men lyckades aldrig ta någon singeltitel i GS-turneringarna. Perioden 1924–1930 rankades hon vid flera tillfällen bland världens 10 bästa singelspelare, och rankades som nummer tre 1927. Ryan har ett svårslaget karriärrekord med totalt 193 singeltitlar, 255 dubbel- och 214 mixed dubbel-titlar. Sina förnämnsta singeltitlar vann hon 1932 och 1933 i Italienska mästerskapen i Rom. Ryan blev professionell spelare 1934.
Elizabeth Ryan upptogs 1972 i International Tennis Hall of Fame.

## Tenniskarriären
Ryan spelade tre singelfinaler i GS-turneringar; Wimbledonmästerskapen 1921 (förlust mot franska världsettan Suzanne Lenglen) och 1930 (förlust mot amerikanskan Helen Wills Moody). Ryan var mycket nära vinst 1926 i finalen i Amerikanska mästerskapen och ledde avgörande set med 4–0 i game mot norskfödda amerikanskan Molla Mallory och hade dessutom senare matchboll. Trots det förlorade hon med 6–4, 4–6, 7–9.
Ryan vann sex av sina 12 dubbeltitlar i Wimbledon tillsammans med Suzanne Lenglen (1919–1923 och 1925), och två vardera med Helen Wills Moody och fransyskan Simone Mathieu. Bland motståndarna i dessa finaler märks Ethel Thomson Larcombe, Dorothea Douglass Chambers och Kathleen McKane Godfree. Tre av sina mixed dubbeltitlar i Wimbledon vann hon tillsammans med britten Randolph Lycett och en med australiern Jack Crawford.
Mixed dubbeltitlarna i Amerikanska mästerskapen vann hon med fransmannen Jean Borotra (1926) och amerikanen Ellsworth Vines (1933).
Ryan spelade i det amerikanska Wightman Cup-laget 1926.

## Spelaren och personen
Elizabeth Ryan var en kraftfullt byggd person som rörde sig långsamt på tennisbanan. Det har sagts att långsamheten var avgörande för de uteblivna GS-titlarna i singel. Däremot var hennes spelstil mycket lämpad för dubbelspel. Hon hade en mycket bra volley, och slog listiga varierade forehandslag.
Ryan bodde större delen av sitt vuxna liv i London. Hon var mycket stolt över sitt rekord i Wimbledon med 19 titlar, senare slaget av Billie Jean King (1979) och Martina Navratilova (2003) som båda har 20 titlar. Elizabeth Ryan avled plötsligt, 87 år gammal på plats i Wimbledon som åskådare, dagen innan 1979 års dubbelfinal skulle spelas. Följande dag övertog King ensam rekordet om flest titlar i mästerskapet genom att i par med Navratilova besegra Betty Stöve/Wendy Turnbull. Författaren Reginald Brace beskriver i sin bok Play Better Tennis hur King kommenterade detta: (Ungefärlig översättning från engelskan) Jag är övertygad om att Ryan inte ville leva den dagen hennes rekord slogs. Ryan hade haft rekordet under en lång lång tid (45 år, min kommentar) och hon ville behålla det. Men rekord är till för att slås.
Som ett kuriosum kan nämnas att hon 1914 vann den sista ryska mästerskapsturneringen i singel som spelades i tsar-Ryssland.

## Grand Slam-titlar
- Franska mästerskapen
  - Dubbel - 1930, 1932, 1933, 1934
- Wimbledonmästerskapen
  - Dubbel - 1914, 1919, 1920, 1921, 1922, 1923, 1925, 1926, 1927, 1930, 1933, 1934
  - Mixed dubbel - 1919, 1921, 1923, 1927, 1928, 1930, 1932
- Amerikanska mästerskapen
  - Dubbel - 1926
  - Mixed dubbel - 1926, 1933